# Cerodontha silvatica
Cerodontha silvatica är en tvåvingeart som beskrevs av Franz Groschke 1957. Cerodontha silvatica ingår i släktet Cerodontha och familjen minerarflugor. Inga underarter finns listade i Catalogue of Life.